# Голковиці-Дольні
Голковиці-Дольні (пол. Gołkowice Dolne) — село в Польщі, у гміні Старий Сонч Новосондецького повіту Малопольського воєводства.
Населення — 1190 осіб (2011).
У 1975-1998 роках село належало до Новосондецького воєводства.

## Демографія
Демографічна структура станом на 31 березня 2011 року:
|          | Загалом | Допрацездатний вік | Працездатний вік | Постпрацездатний вік |
| -------- | ------- | ------------------ | ---------------- | -------------------- |
| Чоловіки | 593     | 159                | 402              | 32                   |
| Жінки    | 597     | 152                | 377              | 68                   |
| Разом    | 1190    | 311                | 779              | 100                  |